# Erytrodermatoza
Erytrodermatoza, zakaźne zapalenie skóry (erythrodermatitis, CE), wrzodowa choroba skóry – zaraźliwa choroba ryb wywoływana przez bakterie z grupy Aeromonas (przede wszystkim Aeromonas hydrophila), czasem także przez Pseudomonas fluorescens, a w akwariach morskich przez bakterie Vibrio. Występuje  zarówno u ryb akwariowych, jak i karpiowatych w produkcji towarowej. Przez lata uważana była za przewlekłą postać posocznicy karpi.
Bakterie Aeromonas hydrophila są powszechnie spotykane w środowisku śródlądowym, a także w morzach. Zalicza się je do naturalnej flory bakteryjnej przewodów pokarmowych i powłok zewnętrznych ryb. W normalnych warunkach w organizmie ryby pozostają w stanie równowagi biologicznej. Bakterie te biorą czynny udział w samooczyszczaniu się wód, zatem ich występowanie ma ścisły związek z zanieczyszczeniem środowiska. Wraz ze wzrostem ilości rozkładanej materii organicznej pojawia się coraz więcej tych bakterii.
A. hydrophila wytwarzają endotoksyny powodujące koagulację osocza i lizę włókien tkanki łącznej, oraz egzotoksyny działające hemolitycznie, nekrotyzująco i toksycznie. Choroba atakuje ryby z osłabioną odpornością skóry, w której po infekcji mnożą się zjadliwe patogeny i atakują inne ryby występujące w tym samym zbiorniku. Zarażenie następuje drogą śródskórną, w warunkach doświadczalnych zarażenie przez przewód pokarmowy nie udawało się, zaś drogą dootrzewnową było dosyć trudne. W przypadku ryb zdrowych, bez uszkodzeń skóry, trzymanych w optymalnych warunkach, choroba może się nie rozprzestrzeniać na inne osobniki. Erytrodermatozę spotyka się najczęściej w obiektach hodowli karpia (przez cały rok), a w hodowlach akwariowych u ryb z rodziny guramiowatych.
Choroba ta dotyczy powłok zewnętrznych ryby, nie ma właściwości ogólnego zakażenia bakteryjnego. Jeśli ryba utrzymuje się przy życiu dochodzi do wodnicy, obrzęku połączonego z nastroszeniem łusek na całym ciele. 
Na ogół przebieg choroby jest powolny, rozpoczyna się występowaniem punktowych wybroczyn na skórze i płetwach. Już pierwszego dnia od zakażenia w miejscu wniknięcia patogenów stwierdza się ognisko zapalne, po pewnym czasie następuje w nim odklejenie naskórka i powstawanie tzw. wrzodów posocznicowych. W późniejszym stadium pojawia się przekrwienie na znacznej powierzchni skóry oraz nastroszenie łusek. Od czasu pierwszych objawów do nastroszenia łusek i śnięć mijają ok. 4 tygodnie. Niewielkie śnięcia utrzymują się przez dłuższy czas, ale zdarza się, że nie pojawiają się w ogóle. 
Chorobę rozpoznaje się po charakterystycznych zmianach anatomopatologicznych powłok zewnętrznych (wyraźnym pociemnieniu skóry, rozległych przekrwieniach i występowaniu charakterystycznych wrzodów) oraz zahamowaniu wzrostu i wychudzeniu z zapadnięciem oczu. Względnie stosuje się także badanie bakteriologiczne tzn. posiew wykonany z wrzodów.
Bakterie z grupy A. hydrophilia są wrażliwe na działanie promieniowania słonecznego, giną także w temperaturze 60-70ºC już po kilku minutach. Środki dezynfekujące zabijają je w stężeniach zabójczych dla większości wegetatywnych postaci bakterii. Uważa się, że bakterie te są odporne na działanie penicyliny, ampicyliny, siarczanu polimyksyny, wrażliwe zaś są na detreomycynę, kanamycynę, oxyterramycynę, streptomycynę. Wymienione antybiotyki stosuje się w leczeniu ryb w chowie towarowym, stosując 50 mg/kg paszy.
W akwarium ryby z niewielkimi zmianami na skórze należy niezwłocznie odłowić i poddać kąpieli leczniczej. Pozytywnych efektów leczenia spodziewać się można we wczesnych stadiach choroby, stadia zaawansowane z dużym nastroszeniem łusek należy wyeliminować z hodowli.